# Königin der Nacht (2017)
Königin der Nacht ist ein deutsches Fernsehdrama des Südwestrundfunks aus dem Jahr 2017 von Emily Atef, das am 1. Februar 2017 im Ersten im Rahmen des Filmmittwochs erstausgestrahlt wurde.

## Handlung
Inga und Ludwig bewirtschaften einen Biohof mit Milchkühen und einer Käserei im Schwarzwald. Trotz harter Arbeit und der Hilfe ihrer beiden Kindern Marie und Mats gerät der Hof in finanzielle Schieflage. So entschließt sich Inga, abends in einer Bar zu kellnern. Ihre Kollegin Caro gibt ihr den Tipp, bei einem Escortservice anzufangen, wo sie das Vielfache verdienen könne. Ludwig stimmt zu.
So wird sie über eine Agentur für gewisse Stunden gebucht. Trotz der Doppelbelastung kann Inga dem Job auch gute Seiten abgewinnen, die Aufmerksamkeit für sie als Frau, und die Erotik und auch das Geld stimmt. Doch als sie dann für ein ganzes Wochenende gebucht wird und immer wieder von demselben Kunden, weil er sich in sie verliebt hat, wird es für Ludwig immer schwieriger mit seiner Eifersucht klarzukommen.
Dennoch stimmt er zu, dass Ingas Gönner Oliver in den Hof investiert, um so seinen Traum vom autarken Hof weiter leben zu können. Doch das geht schief, denn Oliver will Inga ganz für sich.

## Produktion
Auf der Grundlage einer realen Vorlage schrieben Katrin Bühlig und Burt Weinshanker das Drehbuch. Mit ihrem Interesse an Paarbeziehungen und Ausnahmesituationen lässt Regisseurin Emily Atef in ihrer Inszenierung „Silke Bodenbender und Peter Schneider viel Freiraum, in ihren Rollen gegenläufige innere Wege zu gehen und auch widersprüchliches Verhalten mit großer Glaubhaftigkeit zu entfalten.“
Gedreht wurde vom 20. Oktober bis 20. November 2015 in Baden-Baden, Peterzell und Karlsruhe.

## Kritik
„Peter Schneider (‚Nackt unter Wölfen‘) spielt diesen Landwirt von der traurigen Gestalt als einen der nicht raus kann aus seiner Haut, der mit jedem Strahlen, das er auf dem Gesicht seiner schönen Frau auszumachen glaubt, mehr in sich zusammensackt. Diesem eindruckvoll  dargestellten Häuflein Elend gegenüber steht Silke Bodenbender (‚Lotte Jäger und das tote Mädchen‘) als die anfängliche Unschuld vom Lande, die sich langsam zur ‚Königin der Nacht‘ wandelt. Bodenbender weiß beide ‚Rollen‘, Landfrau und Männerphantasie, überzeugend und glaubwürdig zu präsentieren.“

„Auf Zusatzstoffe wird verzichtet in diesem Film. Die ohne Twists, Turns und intellektuelle Geschmacksverstärker auskommende, im Abgang leider fade realistische Handlung folgt einem Rezept aus Urgroßmutters Zeiten: Wer mit der Lust spielt, spielt mit dem Feuer.“

„Auch Peter Schneider spielt seine Figur vorzüglich. Ludwigs Missmut sucht sich von Zeit zu Zeit kleine Ventile, aber ansonsten beschränkt sich Schneider darauf anzudeuten, wie sich immer mehr Wut anstaut. Unbedingt sehenswert aber ist diese frugale Variation von Luis Buñuels fünfzig Jahre altem Klassiker ‚Belle de Jour‘ wegen Silke Bodenbender; nur wenige deutschen Schauspielerinnen wären in der Lage, die verschiedenen Facetten dieser Rolle so konsequent und zweifelsfrei zu verkörpern.“

„(Fernseh-)Drama nach einer wahren Begebenheit, das sein Thema nicht spekulativ ausbeutet, sondern als Steinbruch für die Chronologie einer Beziehungstragödie nutzt, deren Opfer durch soziale und wirtschaftliche Verwerfung über den Abgrund hinausgetrieben werden. Von den beiden Hauptdarstellern differenziert und glaubwürdig gespielt.“